# Saltabarranca
Saltabarranca är en ort i Mexiko.   Den ligger i kommunen Saltabarranca och delstaten Veracruz, i den sydöstra delen av landet, 400 km öster om huvudstaden Mexico City. Saltabarranca ligger 7 meter över havet och antalet invånare är 2 959.
Terrängen runt Saltabarranca är mycket platt. Runt Saltabarranca är det ganska tätbefolkat, med 83 invånare per kvadratkilometer. Närmaste större samhälle är Lerdo de Tejada, 4,4 km norr om Saltabarranca. Omgivningarna runt Saltabarranca är en mosaik av jordbruksmark och naturlig växtlighet.